# Belga Sport
Belga Sport is een Vlaamse documentaire-televisiereeks die kantelmomenten in de Belgische sportgeschiedenis uitbeeldt. Het programma, dat gemaakt wordt door Woestijnvis en te zien is op de Vlaamse openbare omroep Canvas, diept fragmenten uit het VRT-sportarchief op en werpt met getuigenissen nieuw licht op 'bekende' feiten. De ondertitel luidt dan ook Oude sportverhalen in een nieuw daglicht. De eerste reeks werd uitgezonden in het voorjaar van 2007. Het achtste seizoen startte in september 2017. In juni 2008 werd Belga Sport onderscheiden met de Prijs van de Televisiekritiek. Begin 2011 ontving het programma een nominatie bij de Vlaamse Televisie Sterren in de categorie 'Beste Informatieprogramma'. De muziek tijdens de intro is het nummer Music for a Found Harmonium van Penguin Café Orchestra, uit het album Signs of Life.

## Afleveringen

### Seizoen 1
- 1.1 Ivo Van Damme, Een groot hart (19 maart 2007)
- 1.2 Jacky Ickx, Een mirakel (26 maart 2007)
- 1.3 Swat Van der Elst, De spits die onzichtbaar werd (2 april 2007)
- 1.4-5 Greg LeMond, Een wonder in Parijs (9 april 2007, dubbele aflevering)
- 1.6 De Familie Verbauwen, Verslaafd aan water (16 april 2007)
- 1.7 Robert Van de Walle, Man zonder grenzen (23 april 2007)
- 1.8 FC Indépendance, De eerste Congolese voetballers veroveren België (30 april 2007)
- 1.9 Lucien Van Impe, De val (7 mei 2007)

### Seizoen 2
- 2.1 David Platt, De trap uit het niets (7 januari 2008)
- 2.2 Frank Vandenbroucke, Gevallen voor Sarah (21 januari 2008)
- 2.3 Jean-Pierre Coopman, Geen dag zonder Ali (28 januari 2008)
- 2.4 Roger Moens, Een gouden glans (4 februari 2008)
- 2.5 Jan Mulder, De Brusselse jaren (11 februari 2008)
- 2.6 Bernard Hinault, Het ontembare monster (18 februari 2008)
- 2.7 Londen 1948, Oorlog en Spelen (25 februari 2008)
- 2.8 De broers Geboers, Crossen op leven en dood (3 maart 2008)
- 2.9 De Festinatour, Een ronde achter tralies (10 maart 2008)
- 2.10 Josip Weber, Belg in buitenspel (17 maart 2008)
- 2.11 Jos Verbeeck, De rebel van de renbaan (24 maart 2008)
- 2.12 Eddy Merckx, De zesde Tour (31 maart 2008)

### Seizoen 3
- 3.1 Jean-Marie Pfaff, De bevrijding van München (2 maart 2009)
- 3.2 Johan Museeuw, Mijn laatste wedstrijd (9 maart 2009)
- 3.3 Gilles Villeneuve, Zolder - één ronde te veel (16 maart 2009)
- 3.4 Ernst Happel, Altijd in de aanval (23 maart 2009)
- 3.5 Ingrid Berghmans, Het verdriet van Mevrouw Judo (30 maart 2009)
- 3.6 Jean-Pierre Monseré, Voor altijd wereldkampioen (6 april 2009)
- 3.7 Khalilou Fadiga, Een leeuw sterft niet (13 april 2009)
- 3.8 Michael Schumacher, Alles begon in Spa (20 april 2009)

### Seizoen 4
- 4.1 Royal Antwerp FC, Met ruzie naar Wembley (12 april 2010)
- 4.2 Criquielion – Bauer, De vloek van Ronse (19 april 2010)
- 4.3 Stefan Everts, Everts en zoon (26 april 2010)
- 4.4 Tom Simpson, Een monument op de Ventoux (3 mei 2010)
- 4.5 Nii Lamptey, Verdwaald in het doolhof van het voetbal (10 mei 2010)
- 4.6 Freddy Maertens, De comeback (17 mei 2010)
- 4.7 13:13, De recordzucht van de onvermoeibare jongens (24 mei 2010)
- 4.8 Standard-Waterschei, Gerechtigheid zal geschieden (31 mei 2010)
- 4.9 Jan Ullrich, Het wonderkind wacht (7 juni 2010)
- 4.10 Lance Armstrong, Tegen de hele wereld (8 juni 2010)

### Seizoen 5
- 5.1 Het laatste WK. Afscheid van een duivels toernooi (21 februari 2011)
- 5.2 Frédérik Deburghgraeve, Eén minuut in Atlanta (28 februari 2011)
- 5.3 Andrei Tchmil, Belg of Barabbas (7 maart 2011)
- 5.4 Jean-Pierre Monseré, Voor altijd wereldkampioen (14 maart 2011, herhaling uitzending 6 april 2009)
- 5.5 Standard-Waterschei, Gerechtigheid zal geschieden (21 maart 2011, herhaling uitzending 31 mei 2010)
- 5.6 Gilles Villeneuve, Zolder - één ronde te veel (28 maart 2011, herhaling uitzending 16 maart 2009)
- 5.7 Freddy Maertens, De comeback (4 april 2011, herhaling uitzending 17 mei 2010)
- 5.8 Ludo Coeck, Man van glas (11 april 2011)

### Seizoen 6
- 6.1 Onder Vrienden. Het WK van Rudy Dhaenens en Dirk De Wolf (6 februari 2012)
- 6.2 KV Mechelen. De aanval op Anderlecht (13 februari 2012).
- 6.3 Jean-Michel Saive. Eindelijk winnaar (20 februari 2012).
- 6.4 Jan Ceulemans. De inspanning van het jaar (27 februari 2012).
- 6.5 Tom Simpson. Een monument op de Ventoux (5 maart 2012, herhaling uitzending 3 mei 2010).
- 6.6 Ingrid Berghmans. Het Verdriet van Mevrouw Judo (12 maart 2012, herhaling uitzending 30 maart 2009).
- 6.7 Jos Verbeeck. De rebel van de renbaan (19 maart 2012, herhaling uitzending 24 maart 2008).
- 6.8 Lucien Van Impe. De val (26 maart 2012, herhaling uitzending 7 mei 2007).

### Seizoen 7
- 7.1 Werder Bremen - RSC Anderlecht. Droom aan diggelen (9 januari 2013)
- 7.2 De Festinatour. Een ronde achter tralies (18 januari 2013, herhaling uitzending 10 maart 2008)
- 7.3 Michael Schumacher. Alles begon in Spa (23 januari 2013, herhaling uitzending 20 april 2009)
- 7.4 Josip Weber. Belg in buitenspel (8 februari, herhaling uitzending 17 maart 2008)
- 7.5 Stefan Everts. Everts en zoon (13 februari 2013, herhaling uitzending 26 april 2010)
- 7.6 Criquielion - Bauer, De vloek van Ronse (20 februari 2013, herhaling uitzending 19 april 2010)
- 7.7 Bestemming Beveren. De eerste Ivorianen van de Freethiel (27 februari 2013)
- 7.8 Roger De Vlaeminck. Eenzaam in Yvoir (6 maart 2013)
- 7.9 Jacky Ickx. Een mirakel (13 maart 2013, herhaling uitzending 26 maart 2007)

In de slotaflevering op 13 maart liet Belga Sport de keuze aan de kijkers. Uit de 50 afleveringen die sinds 2007 gemaakt zijn, stelde de redactie een shortlist van 10 samen. Het is een mix van uitzendingen die Belga Sport op de kaart hebben gezet en van minder bekende parels die voor vertedering of verwondering zorgden.

### Seizoen 8
Een nieuwe reeks wordt uitgezonden eind 2016 op Play Sports en vanaf 12 september 2017 op Canvas.
- 8.1 De Lotto Tour van 1995 – Gesneuveld op La Plagne
- 8.2 WK ’98 – Verloren WK zonder nederlaag
- 8.3 Jean-Marc Renard – Alleen in de ring
- 8.4 RWDM – Een stormachtige fusie
- 8.5 Thierry Boutsen – Belge à Grande Vitesse
- 8.6 Michel Pollentier – Meer dan "de peer"
- 8.7 Lierse ‘97 – Het Mirakel van de Leeuw
- 8.8 Stéphane Demol – De maand van Demol

### Eerbetoon
Op 14 mei 2018 zond Canvas de Belga Sport-aflevering De broers Geboers, Crossen op leven en dood van 3 maart 2008 opnieuw uit, als eerbetoon aan Eric Geboers die overleed na een tragisch ongeluk op een recreatievijver op zondag 6 mei 2018.

### Seizoen 9
Een nieuwe reeks wordt uitgezonden eind 2017 op Play Sports en vanaf 1 oktober 2018 op Canvas.
- 9.1 Argentina - Belgica '82 – Daar is 'em! Daar is 'em!
- 9.2 Onyx-Moneytron – In rook opgegaan
- 9.3 Sven Nys – De geboorte van de kannibaal
- 9.4 EK Judo 1997 – Alleen goud is goed genoeg
- 9.5 Pär Zetterberg – Succes smaakt zoet
- 9.6 De 4 x 100 – De lange weg naar goud
- 9.7 Eric Wauters – Eén hindernis te veel
- 9.8 Tom Boonen – De Wonderjaren

### Seizoen 10
Een nieuwe reeks wordt uitgezonden eind 2018 op Play Sports en vanaf 2 september 2019 op Canvas.
- 10.1 KRC Genk – Het decennium van de Feniks
- 10.2 Tia Hellebaut – De grote sprong voorwaarts
- 10.3 Raymond Goethals – De laatste truc van den Tuveneir
- 10.4 Seán Kelly - De laatste Flandrien
- 10.5 Roland Liboton - Alles gewonnen en toch te weinig

### De keuze van...
In 2020 zond Canvas 9 afleveringen opnieuw uit die gekozen werden door enkele Belgische topsporters. De laatste aflevering werd door de kijkers gekozen door een poll op de website van Sporza. 
- 1. Greg Van Avermaet: Frédérik Deburghgraeve, Eén minuut in Atlanta - aflevering 5.2 (2011)
- 2. Yves Lampaert: EK Judo 1997, Alleen goud is goed genoeg - aflevering 9.4 (2017)
- 3. Remco Evenepoel: Pär Zetterberg, Succes smaakt zoet - aflevering 9.5 (2017)
- 4. Ann Wauters: Tom Boonen, De Wonderjaren - aflevering 9.8 (2017)
- 5. Loïck Luypaert: De 4 x 100, De lange weg naar goud - aflevering 9.6 (2017)
- 6. Dirk Van Tichelt: Tia Hellebaut, De grote sprong voorwaarts - aflevering 10.2 (2018)
- 7. Bart Swings: Het laatste WK, Afscheid van een duivels toernooi - aflevering 5.1 (2011)
- 8. Jolien D'Hoore: Jan Ullrich, Het wonderkind wacht - aflevering 4.9 (2010)
- 9. De kijkers: Lance Armstrong, Tegen de hele wereld - aflevering 4.10 (2010)

### Seizoen 11
Een nieuwe reeks wordt vanaf 24 februari 2023 uitgezonden op Play Sports.
- 11.1 Niels Albert – Met vallen en opstaan
- 11.2 Hugo Broos – De Ontembare Leeuw
- 11.3 Racing Mechelen – Vergeten glorie
- 11.4 Germinal Ekeren – Beker van België 1996-97
- 11.5 Eric Vanderaerden – Vlaanderens Mooiste
- 11.6 Jo Baetens en Lennik – Een onsterfelijke band

### Seizoen 12
Een nieuwe reeks werd vanaf 9 februari 2024 uitgezonden op Play Sports.
- 12.1 Schalke 04 - Kampioen van de harten
- 12.2 Ronde van Vlaanderen 2012 - De val van de Muur
- 12.3 Luc Van Lierde - Ironman Hawaï
- 12.4 Cadel Evans - Eén tegen allen
- 12.5 Ann Wauters - In de ban van de ring
- 12.6 Zulte Waregem - Bekers en bubbels aan de Gaverbeek